# Happy (Pharrell Williams)
Happy è un singolo del cantante statunitense Pharrell Williams, pubblicato il 21 novembre 2013 come primo estratto dal secondo album in studio Girl.

## Descrizione
Il brano ha ottenuto una candidatura ai premi Oscar 2014 nella categoria alla migliore canzone.

## Nella cultura di massa
- Il brano viene usato come colonna sonora del film Cattivissimo me 2.
- E' usato come sigla della rubrica TG2, Tutto il bello che c'è, in onda su Rai 2 e condotta prima da Maria Grazia Capulli e successivamente da Silvia Vaccarezza.
- E' stato usato nella trasmissione Avanti un altro!, in onda su Canale 5 e condotta da Paolo Bonolis e Luca Laurenti, nella quale appariva Martufello.
- Un versione remixata del brano è stata usata come sigla della sesta stagione de I Cesaroni.
- In un episodio di School of Rock, Freddie si esibisce in una cover del brano per esprimere la sua felicità prima di chiedere di fidanzarsi a Summer.

## Video musicale
Il 21 novembre 2013 è stato pubblicato un videoclip di 24 ore diretto da We are from L.A. e ambientato a Los Angeles. In tutto il mondo ne sono poi state prodotte versioni diverse, introducendo abitanti e monumenti delle singole città.
Nel video sono presenti alcuni produttori del film Cattivissimo me 2, tra cui il doppiatore di Gru, Steve Carell, e la doppiatrice di Margot, Miranda Cosgrove. Hanno partecipato al video anche Whit Hertford, Kelly Osbourne, Magic Johnson, Urijah Faber, Sérgio Mendes, Jimmy Kimmel, Odd Future, Jamie Foxx, Ana Ortiz, Gavin DeGraw, JoJo e Tyler The Creator, che ballano e cantano allegramente per le strade della città.
Successivamente, il successo sia della canzone che dell'omonimo film è diventato così alto che venne pubblicato un videoclip di Happy nel quale sono presenti i Minions. Una cosa da notare sullo sfondo è l'apparizione del testo della canzone.

## Classifiche

### Classifiche settimanali
| Classifica (2013-14) | Posizione massima |
| -------------------- | ----------------- |
| Australia            | 1                 |
| Austria              | 1                 |
| Belgio (Fiandre)     | 1                 |
| Belgio (Vallonia)    | 1                 |
| Canada               | 1                 |
| Danimarca            | 1                 |
| Finlandia            | 7                 |
| Francia              | 1                 |
| Germania             | 1                 |
| Italia               | 1                 |
| Irlanda              | 1                 |
| Lussemburgo          | 1                 |
| Norvegia             | 1                 |
| Nuova Zelanda        | 1                 |
| Paesi Bassi          | 1                 |
| Regno Unito          | 1                 |
| Repubblica Ceca      | 1                 |
| Slovacchia           | 1                 |
| Spagna               | 1                 |
| Stati Uniti          | 1                 |
| Svezia               | 3                 |
| Svizzera             | 1                 |
| Ungheria             | 1                 |

### Classifiche di fine anno
| Classifica (2013) | Posizione |
| ----------------- | --------- |
| Australia         | 92        |
| Paesi Bassi       | 5         |
| Regno Unito       | 85        |
| Classifica (2014) | Posizione |
| Australia         | 1         |
| Austria           | 2         |
| Belgio (Fiandre)  | 1         |
| Belgio (Vallonia) | 1         |
| Canada            | 1         |
| Danimarca         | 2         |
| Germania          | 2         |
| Italia            | 2         |
| Irlanda           | 1         |
| Nuova Zelanda     | 1         |
| Paesi Bassi       | 2         |
| Regno Unito       | 1         |
| Stati Uniti       | 1         |
| Svizzera          | 1         |
| Classifica (2015) | Posizione |
| Belgio (Fiandre)  | 91        |
| Belgio (Vallonia) | 70        |
| Canada            | 73        |
| Paesi Bassi       | 100       |

### Classifiche di fine decennio
| Classifica (2010-19) | Posizione |
| -------------------- | --------- |
| Stati Uniti          | 21        |

### Classifiche di tutti i tempi
| Classifica (1958-2021) | Posizione |
| ---------------------- | --------- |
| Stati Uniti            | 88        |
| Classifica             | Posizione |
| Regno Unito            | 8         |

## La cover dello Zecchino d’oro
Nel giugno 2023 il Piccolo coro dell’Antoniano realizza una cover del brano che dal gennaio 2024 viene poi utilizzata come colonna sonora per lo spot del Kinder Sorpresa.